# Anoikis
Der Begriff Anoikis (griechisch: ἀνοἰκις, „heimatlos“) bezeichnet einen programmierten Zelltod von menschlichen bzw. tierischen Zellen, die den Zell-Matrix-Kontakt verloren haben, ähnlich der Apoptose. Er wurde erstmals von den Forschern Frisch und Francis in einem wissenschaftlichen Artikel im Fachblatt Journal of Cell Biology 1994 verwendet.
In der Regel sind Zellen im Gewebe eingegliedert und auf die Zellkommunikation mit ihren „Nachbarn“ angewiesen. In der Zellkulturtechnik ist die „Heimatlosigkeit“ der Zellen teilweise sogar erwünscht, da so Zellen im Nährmedium gehalten werden könnten und infolgedessen bessere Raum-Zeit-Ausbeuten an Biomasse erbringen würden; im menschlichen Körper kann dies im schlimmsten Fall jedoch zu metastasierendem Krebs führen. Dabei wird dem neurotrophen Tyrosinkinase-Rezeptor (TrkB) zugeschrieben, dass er die Anoikis aussetzt. Im Nervensystem spielt er zusammen mit dem „Brain-Derived Neurotrophic Factor“ (Gehirn-abgeleiteter neurotropher Faktor, BDNF) eine wichtige Rolle bei der Förderung von Differenzierung und Proliferation. Eine Überexpression von TrkB kann so zu metastasierenden Tumorzellen führen. Die Hemmung des neurotrophen Tyrosinkinase-Rezeptors könnte ein Ansatz für die Tumorbehandlung sein.